# II Liceum Ogólnokształcące im. Hetmana Jana Tarnowskiego w Tarnowie
II Liceum Ogólnokształcące im. Hetmana Jana Tarnowskiego w Tarnowie – szkoła ponadpodstawowa, mieszcząca się przy ulicy Mickiewicza 16 w Tarnowie. Patronem szkoły jest Jan Tarnowski. Od września 2010 roku istnieje możliwość zdawania matury międzynarodowej w II Liceum Ogólnokształcącym. W czerwcu 2022 r. szkoła obchodziła jubileusz 120-lecia istnienia. 

## Historia
Minister wyznań i oświaty reskryptem l. 407 z 8 maja 1901 zezwolił na utworzenie z dniem 1 września odrębnej filii gimnazjalnej, złożonej z pierwszych czterech klas od I do IV łącznie w 5. oddziałach, a kierownictwo dydaktyczno-pedagogiczne powierzył prof. dr Janowi Leńkowi. Filię umieszczono w budynku prywatnym dr Hermana Pilzera, lekarza miejskiego, przy ul. Seminarskiej 21.
Jego Cesarska i Królewska Apostolska Mość Franciszek Józef I najwyższym postanowieniem z dnia 29 maja 1903 z zastrzeżeniem konstytucyjnego uchwalenia potrzebnych środków raczył zezwolić, aby z początkiem roku szkolnego 1903/04 utworzone zostało c.k. państwowe gimnazjum II w Tarnowie.
26 sierpnia 1903 cesarz mianował profesora c. k. gimnazjum I w Tarnowie i dotychczasowego kierownika filii, dr Jana Leńka dyrektorem c. k. gimnazjum II. Uroczyste otwarcie nastąpiło 2 września 1903 w obecności namiestnika Andrzeja Potockiego.

## Dyrektorzy i kierownicy
- dr Jan Leniek
- Józef Piekarski
- F. Penkala
- Józef Orzech (od 1924)[4]
- Tadeusz Machalski
- Stanisław Warcholik
- Stanisława Czernecka
- Stanisława Zakrzewska
- Czesława Górnikiewicz
- Alfred Wagner
- Stanisław Wadowski
- Mirosław Swoszowski
- Maria Belcarska
- Paweł Turski
- Halina Pasternak

## Nauczyciele
- Karol Benedykt Kautzki
- Roman Sitko[5]

## Uczniowie
W nawiasie podano rok złożenia matury.
- Jerzy Braun
- Władysław Czapliński (1923)
- Jan Danek (1920)
- Władysław Kabat
- Stefania Łącka (1933)[6]
- Stanisław Mierzwa (1926)
- Wilhelm Obrzut
- Franciszek Prokop (1909)
- Henryk Sucharski